# Dospat
Dospat (Bulgaars: Доспат) is een gemeente en een stadje in de oblast Smoljan in het zuiden van Bulgarije. Dospat is gelegen aan de voet van het Rodopegebergte.

## Geografie
Dospat ligt in het westelijke deel van het Rodopegebergte, op zo’n 1358 meter boven de zeespiegel. Hiermee is Dospat de hoogst gelegen stad in Bulgarije. Het  reliëf is zeer bergachtig. De zomers zijn relatief koel. Als gevolg van de  Egeïsche invloed langs de rivier de Dospat zijn de winters mild, maar vaak wel met sneeuw.

## Bevolking
De bevolking van Dospat is in de twintigste eeuw vrij snel toegenomen, vooral vergeleken met overige plattelandsgebieden in Bulgarije. Sinds een paar jaren is het inwonersaantal echter begonnen te krimpen, grotendeels als gevolg van massale emigratie van jongvolwassenen op zoek naar werk. 
| stad Dospat     | 1026 | 1394 | 1884 | 2420 | 2553 | 2625 | 2736  | 2767  | 2414 | 2078 |
| gemeente Dospat | 4140 | 5372 | 6370 | 8696 | 8845 | 9754 | 10489 | 10276 | 9116 | 7932 |

#### Bevolkingssamenstelling
De bevolking van Dospat en omgeving bestaat nagenoeg uitsluitend uit etnische Bulgaren. In tegenstelling tot de rest van de Bulgaren in Bulgarije zijn zij islamitisch en niet christelijk. In de volksmond worden geïslamiseerde Bulgaren ook wel Pomaken genoemd.

#### Religie
Bijna de helft van de bevolking heeft niet gereageerd op de optionele volkstelling van 2011. Van de 4647 inwoners die hebben gereageerd op de volkstelling hebben er vervolgens zo’n 4226 verklaard islamitisch te zijn. Dit aantal staat gelijk aan ongeveer 91% van de totale bevolking. De moslims in Dospat en omgeving zijn hoofdzakelijk Slavische moslims, ook wel Pomaken genoemd, in tegenstelling tot de rest van Bulgarije (de meeste moslims in Bulgarije zijn immers Bulgaarse Turken). Slechts 1% van de bevolking is christelijk. De rest van de bevolking heeft geen religie of weet het niet. 

## Nederzettingen
De gemeente Dospat bestaat uit de stad Dospat en zeven nabijgelegen dorpen op het platteland. 
| Plaatsnaam      | Cyrillisch | Bevolking (2011) |
| --------------- | ---------- | ---------------- |
| dorp Baroetin   | Барутин    | 1723             |
| dorp Kasak      | Късак      | 835              |
| dorp Brasjten   | Бръщен     | 860              |
| dorp Loebtsja   | Любча      | 848              |
| stad Dospat     | Доспат     | 2414             |
| dorp Tsrantsja  | Црънча     | 633              |
| dorp Zmeitsa    | Змеица     | 1485             |
| dorp Tsjavdar   | Чавдар     | 318              |
| gemeente Dospat | -          | 9116             |

Banite · Borino · Devin · Dospat · Madan · Nedelino · Roedozem · Smoljan · Tsjepelare · Zlatograd